# Tris Speaker
Tristram Edgar Speaker (4 de abril de 1888 – 8 de dezembro de 1958), apelidado de "The Grey Eagle", foi um jogador profissional de beisebol. Considerados um dos melhores campistas centrais ofensivos e defensivos na história da Major League Baseball (MLB), acumulou uma média de aproveitamento ao bastão de 34,5%, (sexto em todos os tempos). Suas 792 duplas na carreira ainda é o recorde da MLB . Suas 3514 rebatidas ainda o colocam em quinto em todos os tempos. Defensivamente, Speaker detém o recorde em assistências, queimadas duplas e queimadas duplas sem assistência por um campista externo. Sua atuação como campista externo era conhecida como "onde as triplas morrem."
Após jogar nas ligas menores em Texas e Arkansas, Speaker estreou com o Boston Red Sox em 1907. Se tornou o campista central titular por volta de 1909 e liderou o Red Sox na conquista da World Series em 1912 e 1915. Em 1915, a média de aproveitamento ao bastão de Speaker caiu para 32,2% contra o 33,8% da temporada anterior; foi negociado com o Cleveland Indians quando se recusou a ter salário reduzido. Como jogador-treinador pelo Cleveland, liderou a equipe em seu primeiro título de World Series. Em dez de suas one temporadas com o  Cleveland, terminou com média ao bastão maior do que 35%. Speaker se demitiu do cargo de treinador do Cleveland em 1926 após ele e Ty Cobb enfrentarem alegações de manipulação de resultados; ambos foram mais tarde inocentados. Durante seu tempo como treinador do Cleveland, Speaker introduziu o sistema chamado de platoon system nas grandes ligas.
Speaker jogou com o Washington Senators em 1927 e com o Philadelphia Athletics em 1928, se tornando, então, treinador de equipes das ligas menores e proprietário. Posteriormente teve diversos cargos pelo Cleveland Indians. Speaker liderou uma liga de beisebol indoor com curta existência, dirigiu um local de venda de bebidas alcoólicas, trabalhou em vendas e presidiu a comissão de boxe de Cleveland. Foi induzido ao Hall of Fame em 1937. Foi classificado como 27º  na lista da Sporting News dos 100 Maiores Jogadores de Beisebol (1999) e também incluído no All-Century Team da Major League Baseball.

## Livros
- Gay, Timothy M. (2007). Tris Speaker: The Rough-and-Tumble Life of a Baseball Legend. [S.l.]: Globe Pequot Press. ISBN 1599211114